# 腊山街道 (罗平县)
腊山街道，是中华人民共和国云南省曲靖市罗平县下辖的一个街道办事处。
2013年10月20日，云南省人民政府批复同意撤销罗雄镇，设立罗雄街道、腊山街道。

## 行政区划
腊山街道下辖以下地区：
大水塘社区、新村社区、学田社区、青草塘社区、法金甸社区、坡衣村、普妥村、阿沟河村和以龙村。